# Rue Rousselet
Pour les articles homonymes, voir Rousselet.
La rue Rousselet est une voie située dans le quartier de l'École-Militaire du 7e arrondissement de Paris. 

## Situation et accès
Elle est située entre la rue de Sèvres et la rue Oudinot, parallèlement à la rue Pierre-Leroux d'un côté et au boulevard des Invalides de l'autre, à deux pas du célèbre magasin d'Aristide et Marguerite Boucicaut, Le Bon Marché, dominée par la Tour Montparnasse, entre la station de métro Duroc (la station est située près de l’ancienne barrière de Sèvres du mur des Fermiers généraux) et la station de métro Vaneau sur la ligne 10 du métro de Paris.
Cette partie de la rive gauche est maintenant urbanisée, tout en ayant préservé des îlots de verdure.

## Origine du nom
Elle porte le nom du propriétaire du lieu, M. Rousselet.

## Historique
Ancienne « rue des Vaches » ou « chemin des Vachers », ces deux derniers noms datant de l’époque où le secteur était encore rural, elle prend le nom de « rue Rousselet » en 1721.
C'est une ancienne impasse, calme et tranquille du 7e arrondissement de Paris, aujourd'hui chargée d'histoire littéraire et qui fut fréquentée par de nombreux artistes. Un long mur dissimule le splendide jardin d’une ancienne institution religieuse, qui est aujourd'hui la clinique Oudinot de l’ordre des Hospitaliers de Saint-Jean-de-Dieu. C'est là que moururent le maréchal de France Joseph Joffre, vainqueur de la première bataille de la Marne, dans l'ancien hôtel dit Plumet, nom de la rue Oudinot au XVIIe siècle, ainsi que Louis Renault peu après la libération de Paris.
La vie dans cette rue silencieuse est rythmée par le son aigu des cloches de la clinique Oudinot et de celles plus puissantes de l'église Saint-François-Xavier, celles de Saint-Sulpice étant plus sourdes et lointaines.

## Bâtiments remarquables et lieux de mémoire
Il y avait dans cette rue la caserne de Rousselet qui était à loyer pour les sous-officiers sédentaires. Beaucoup d'hommes d'épée y vécurent.
- No 1 : l'ethnologue Jacques Soustelle y passa quelques années[2].
- Nos 2 à 18 : emplacement du jardin de la maison de santé des hospitaliers de Saint-Jean-de-Dieu.
- No 3 : le poète Serge Venturini y vécut les premières années de sa vie jusqu'à son adolescence, de 1955 à 1979, (deux fenêtres à droite de la porte au rez-de-chaussée), avant son départ pour le Liban.
- No 12 : François Coppée, qui vivait au bout de la rue Rousselet, en face, rue Oudinot, parla de cette rue[3]. Une plaque commémorative a été posée.
- No 17 : Paul Léautaud y vécut quelques années, déjà avec de nombreux chats en 1905, avec Blanche Blanc, à laquelle il s’était lié en 1898.
- No 18 : le cinéaste Maurice Pialat y passa les dernières années de sa vie, avec son épouse, jusqu'à sa mort le 11 janvier 2003. L'actrice Isabelle Huppert a habité un appartement à la même adresse dans l'unique immeuble de la rue de style moderne.
- No 19 : le peintre québécois Paul-Émile Borduas y habita de 1955 jusqu'à sa mort le 22 février 1960. Une plaque commémorative lui rend hommage.
- No 22 : Léon Bloy y vécut.
- No 24 : Charles Lafont, auteur des Légendes de la charité et de L'Orphelin de la Chine, y vécut[4].
- No 25 : l'écrivain Barbey d'Aurevilly y vécut[5] de 1859 à 1898 : « Il occupait une seule chambre, une chambre garnie, logis d’étudiant ou d’officier de cavalerie : pour déménager on emporte sa valise »[6]. Léon Bloy, qui habitait en face, fit sa connaissance à 21 ans. Au no 25, il réunissait chaque dimanche quelques auteurs débutants dont François Coppée, Paul Bourget, Joris-Karl Huysmans, Joséphin Peladan et Jean Richepin. Ce fut la dernière demeure de l'écrivain, qu'il appelait son « tourne-bride de sous-lieutenant ». Il y écrivit Les Œuvres et les Hommes. Une plaque aujourd'hui restaurée en témoigne. Le 14 octobre 1923, Paul Bourget en présida l'inauguration à la gloire de celui qui fut l'un de ses maîtres.

Le 25, rue Rousselet
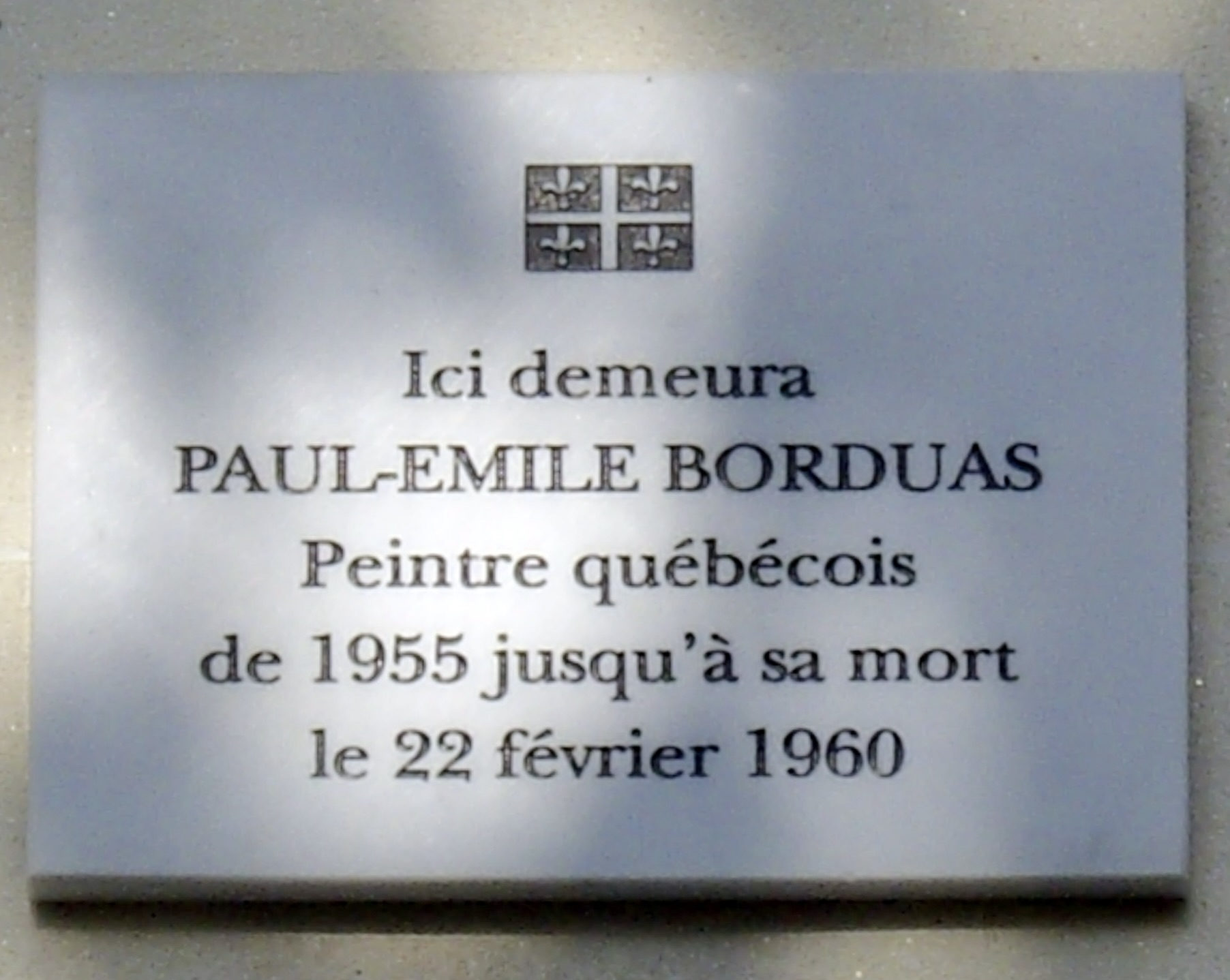
Plaque au no 19.
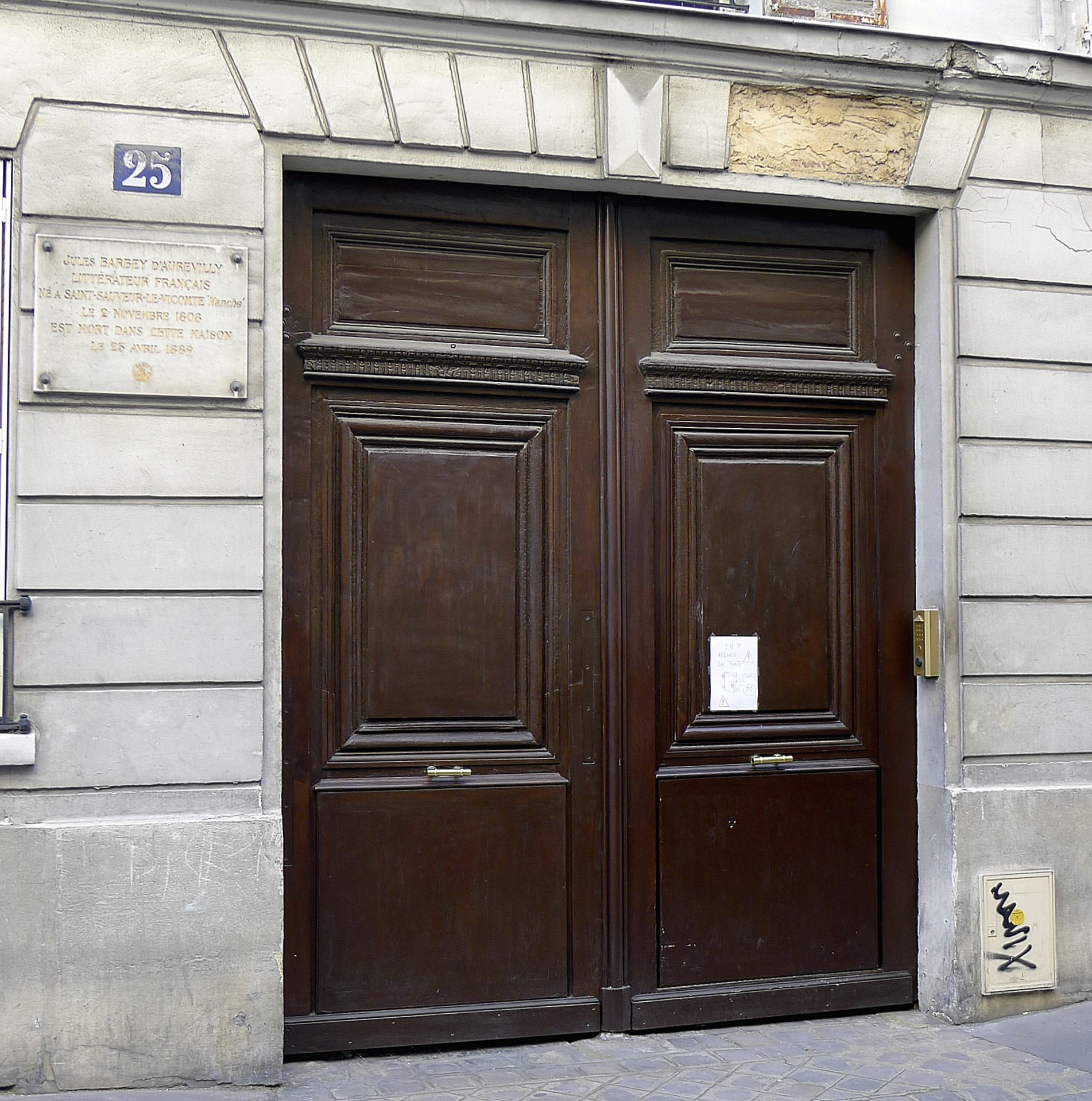
Le no 25.
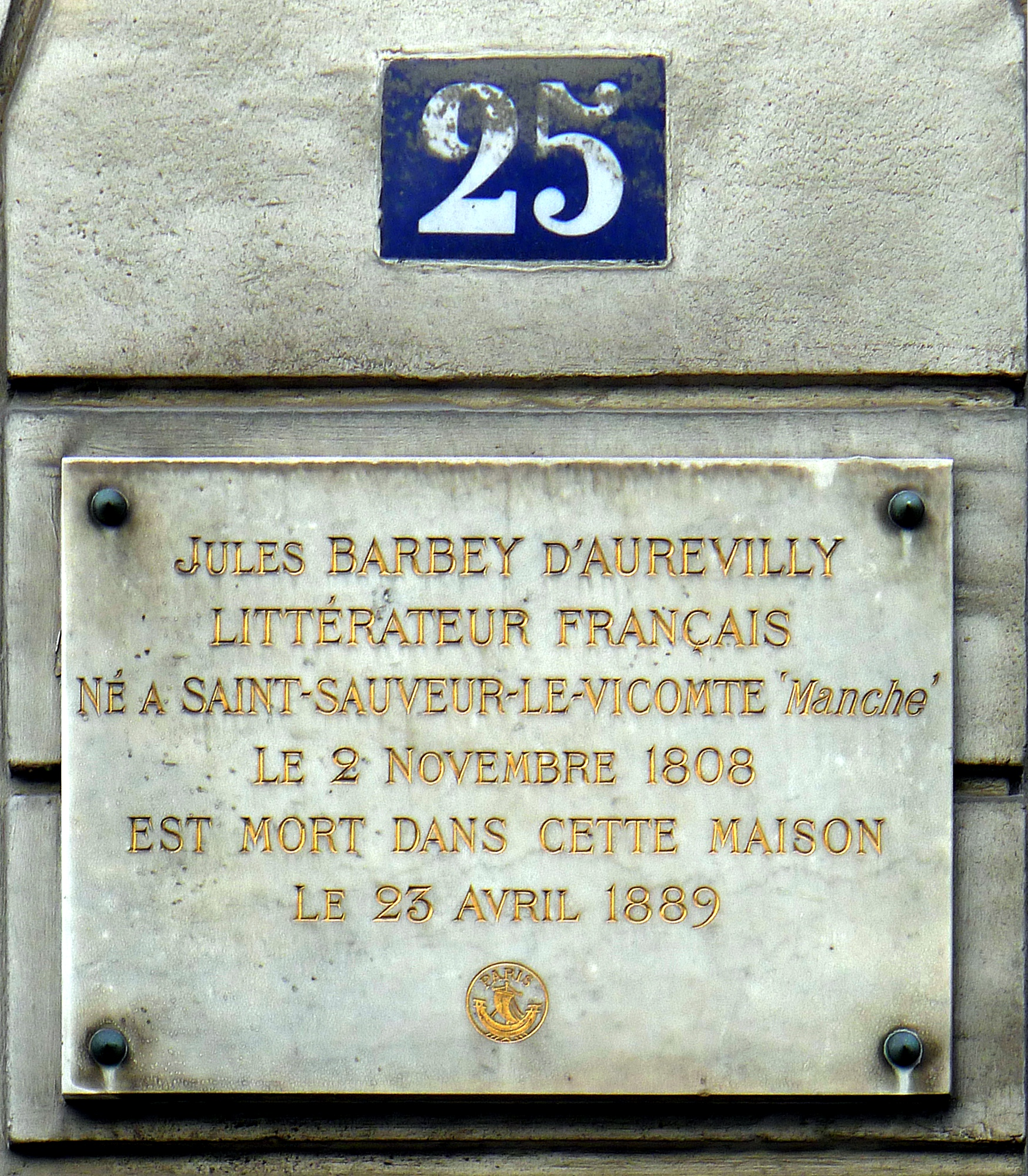
Plaque au no 25.
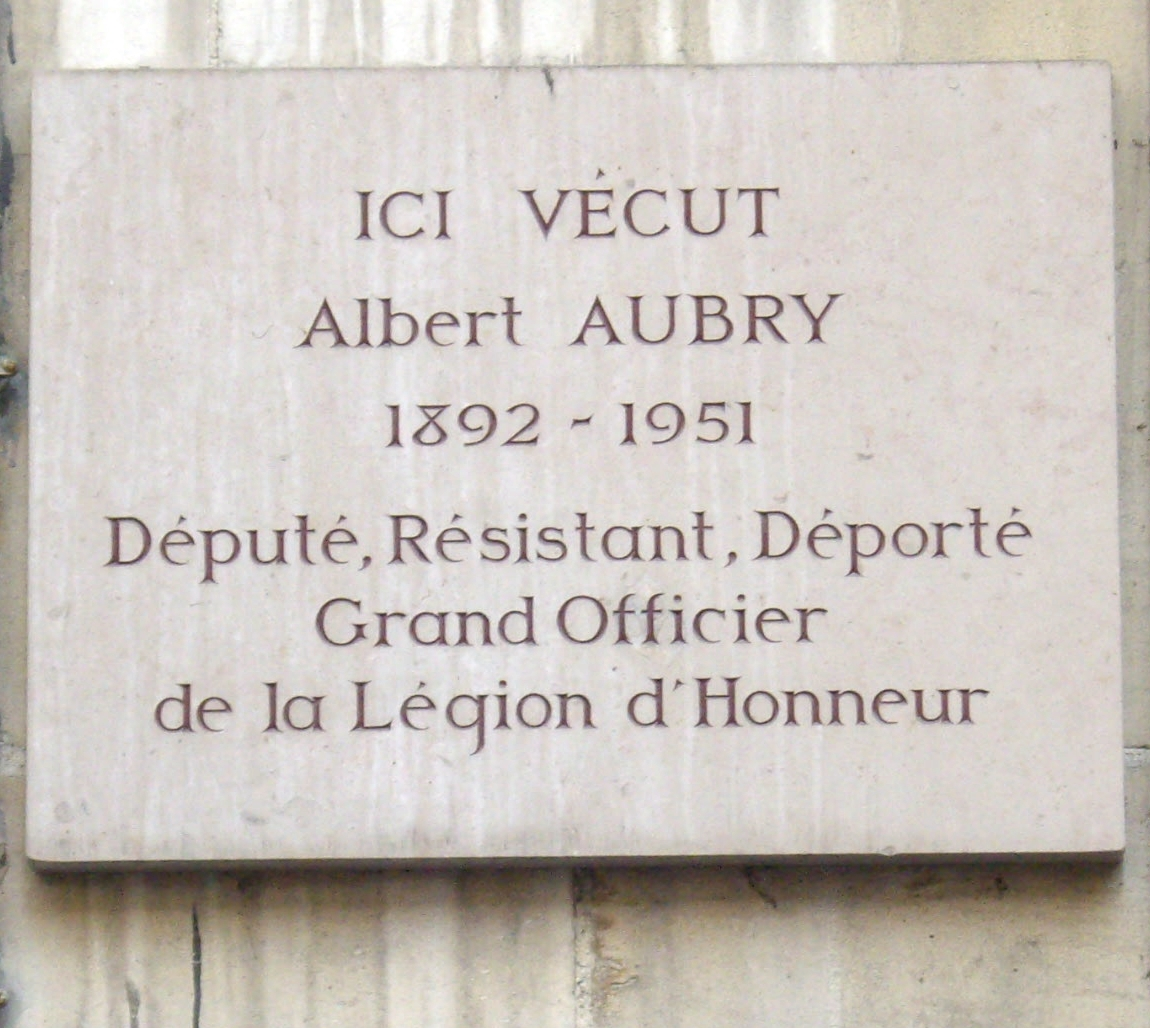
Plaque au no 37.

- No 26 : le général russe blanc Alexandre Koutiepov y était domicilié. Le dimanche 26 janvier 1930, il est enlevé, à l'angle de la rue Oudinot, par deux agents de la Guépéou (supposément), les services soviétiques, et transporté secrètement de Paris en Russie soviétique[7],[8].
- No 31 : le peintre Frank-Will y habita en 1936.
- No 37 : une plaque rend hommage au député et résistant Albert Aubry.
- Le sculpteur russe Ossip Zadkine (1890-1967), avait dans cette rue un atelier en 1920. Ce fut le lieu de sa première exposition où il révéla quarante-neuf sculptures, des aquarelles et des dessins. Il fit la connaissance de Valentine Prax (1897-1981), sa voisine dans la même rue, qui devint sa femme[9]. Valentine Prax est l'une des rares femmes peintres à s'imposer sur la scène artistique. Elle expose aux côtés de Pablo Picasso, réalise pour l'Exposition de 1937 une grande verrière pour le Musée d'art moderne de la ville de Paris et participe aux heures glorieuses de Montparnasse. Ils furent parmi d'autres les amis d'Amedeo Modigliani.
- André Salmon et son épouse, amis d'André Breton. Les jeunes époux habitèrent cette rue quelques années. Guillaume Apollinaire fut le témoin d'André Salmon lors de leur mariage, et il prit la place de Salmon à l'Intran, le fameux journal. Le troisième recueil lyrique de Salmon, Le Calumet (1910), écrit rue Rousselet, mélange plusieurs esthétiques : le poète fumeur pratique l'écriture moderne de la simultanéité sous une forme d'apparence toute classique.
- Personnage haut en couleur, le sarcastique peintre contemporain Michel Bron[10] venait souvent au bougnat et marchand de charbon célèbre, Bois et Charbon, dans cette rue du quartier. C'était un habitué de la rue jusqu'aux années 1980, date de son déménagement.

### Théâtre et littérature
- Le Mystère de la rue Rousselet, une pièce d'Eugène Labiche jouée pour la première fois en 1861.
- Les Éditions du Vieux Colombier sont créées au 5, rue Rousselet. Les Cahiers d'Hermès sous la direction d'André Rolland de Renéville, l'auteur de L'Expérience poétique (1948), membre du Grand Jeu, y sont publiés en 1947[11].
- Patrick Besson a écrit « Sur la rue Rousselet, le vent s'est tu. Mon amour est endormi[12]. »